# Campo (California)
Campo es un lugar designado por el censo (en inglés, census designated place, CDP) situado en el condado de San Diego, California, Estados Unidos. Según el censo de 2020, tiene una población de 2955 habitantes.

## Geografía
La localidad está ubicada en las coordenadas 32°38′N 116°28′O / 32.633, -116.467 (32.640965, -116.474516).